# Teucholabis subjocosa
Teucholabis subjocosa är en tvåvingeart som beskrevs av Alexander 1942. Teucholabis subjocosa ingår i släktet Teucholabis och familjen småharkrankar.
Artens utbredningsområde är Peru. Inga underarter finns listade i Catalogue of Life.